# Волин, Вальдемар
Вальдемар Волин — российский конькобежец. Участник чемпионата Европы-1898 по конькобежному спорту в Гельсингфорсе (ныне — Хельсинки, Финляндия).
Николай Крюков и Вальдемар Волин стали первыми русскими конькобежцами, которые приняли участие в чемпионатах Европы.

## Достижения
| турнир                            | дата                 | город        | 500 м    | 1500 м     | 5000 м      | 10000 м | место     |
| --------------------------------- | -------------------- | ------------ | -------- | ---------- | ----------- | ------- | --------- |
| 6-й чемпионат Европы — многоборье | 19 — 20 февраля 1898 | Гельсингфорс | 53,4 (6) | 2.45,2 (5) | 10.13,4 (8) | -       | без места |